# Sapura Navegação Marítima S.A.
Sapura Navegação Marítima S.A. est une compagnie maritime  brésilienne spécialisée dans les services offshores du domaine de l'industrie pétrolière et gazière, une coentreprise entre les deux multinationales : Seadrill, leader du forage en eau profonde et Sapura Energy, l'une des plus grandes sociétés intégrées de services et de solutions pétrolières et gazières.

## Historique
Sapura Navegação Marítima S.A. est l'un des principaux acteurs du marché brésilien. La société a son siège social au centre-ville de Rio de Janeiro, mais est également présente à Caxias, Macaé et Vitória. En Europe, elle a un bureau à Vienne, en Autriche. Grâce à ses actionnaires, la société a une référence mondiale, atteignant plus de 20 pays, dont l'Angleterre, la Malaisie, la Chine, l'Australie, Singapour, les États-Unis et des représentants d'Afrique et du Moyen-Orient.
Elle opère avec une flotte de six navires poseur de canalisations et d'un navire de ravitaillement offshore :
- Sapura Rubi
- Sapura Jade
- Sapura Esmeralda
- Sapura Ônix
- Sapura Topázio
- Sapura Diamante
- Sapura Tropicaliente[1]

Ces navires sont chargés de connecter les puits de pétrole aux collecteurs et aux unités flottantes de production de pétrole et de gaz (FPSO)

## Galerie

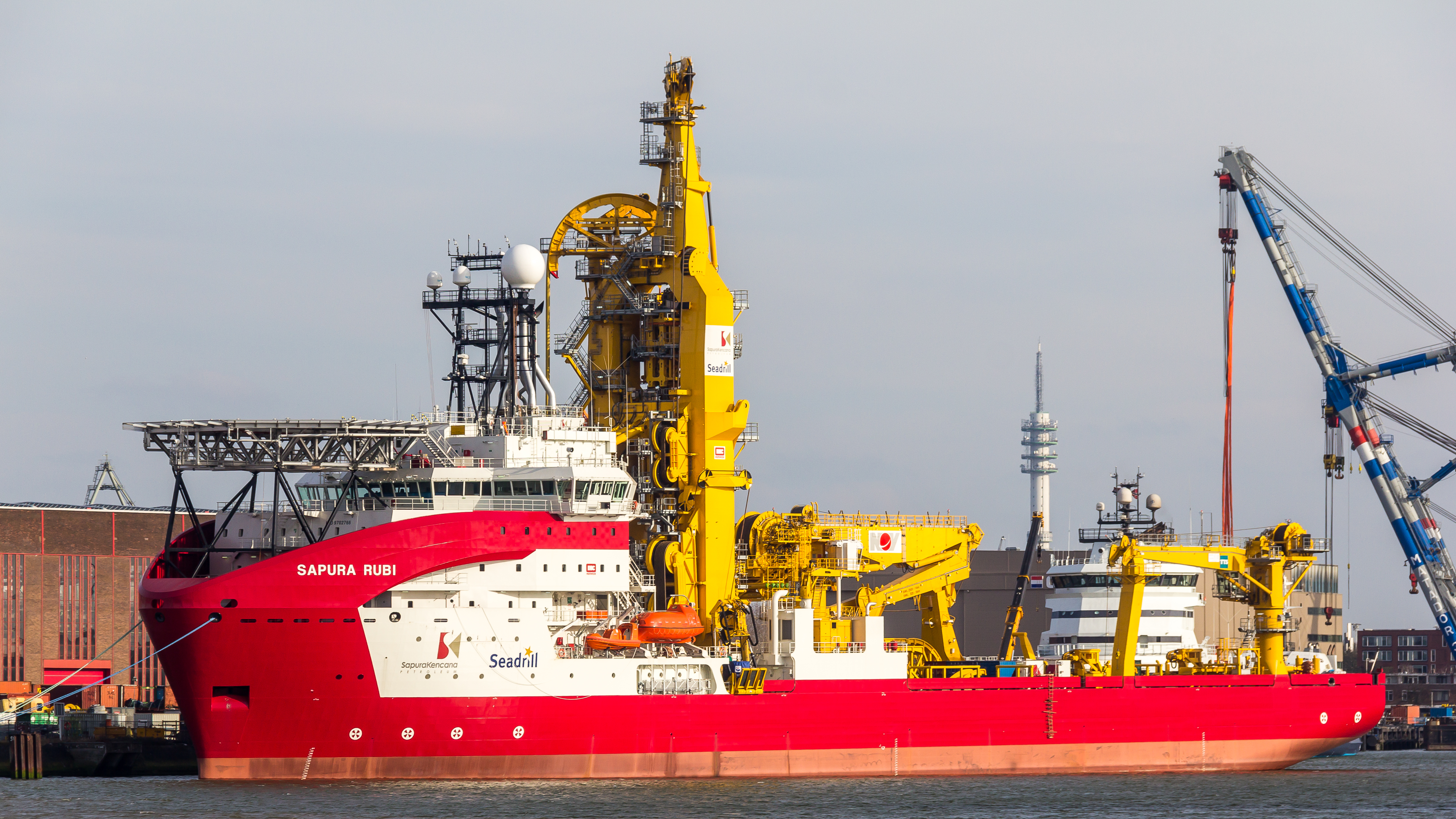
Sapura Rubi
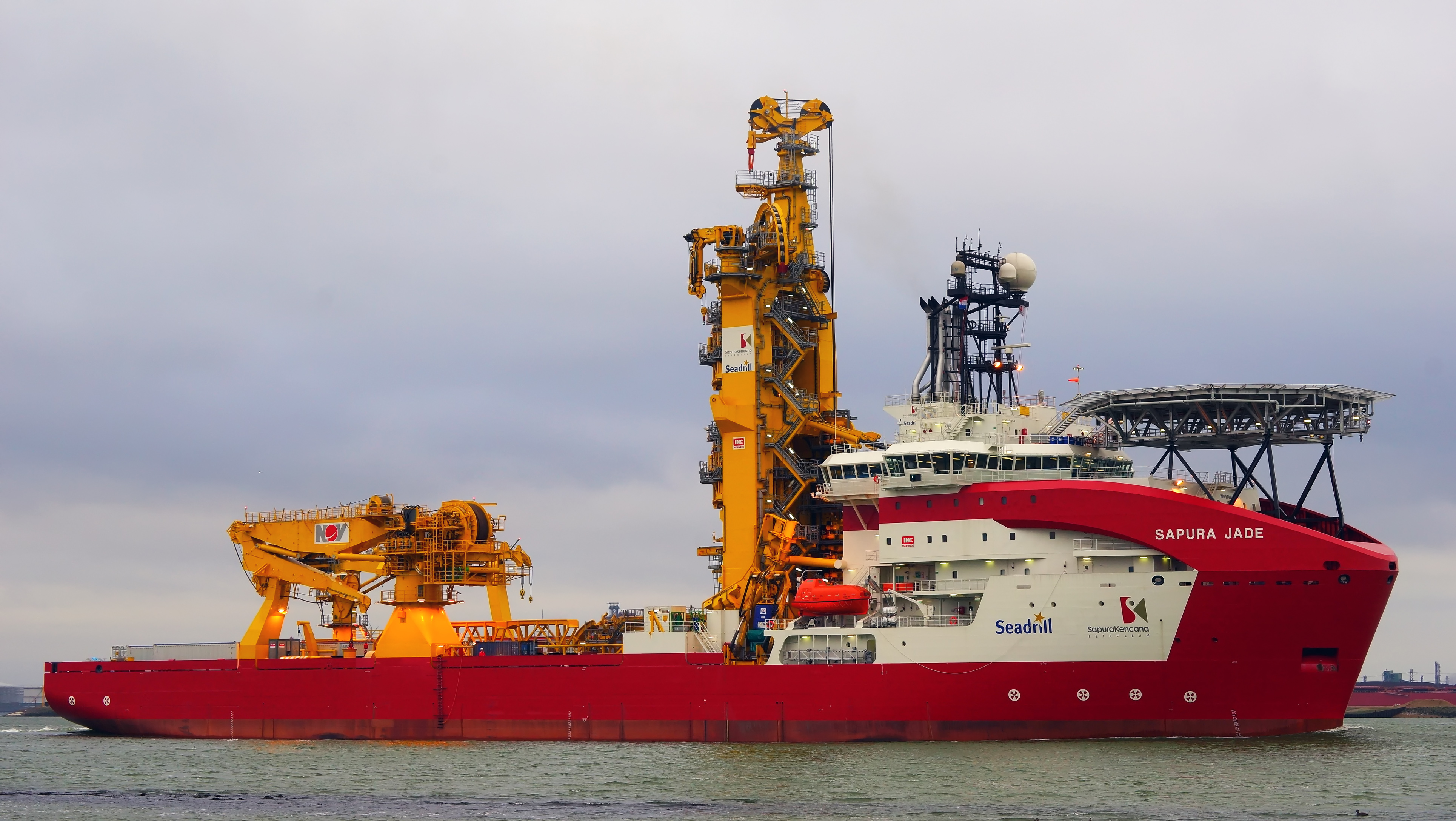
Sapura Jade
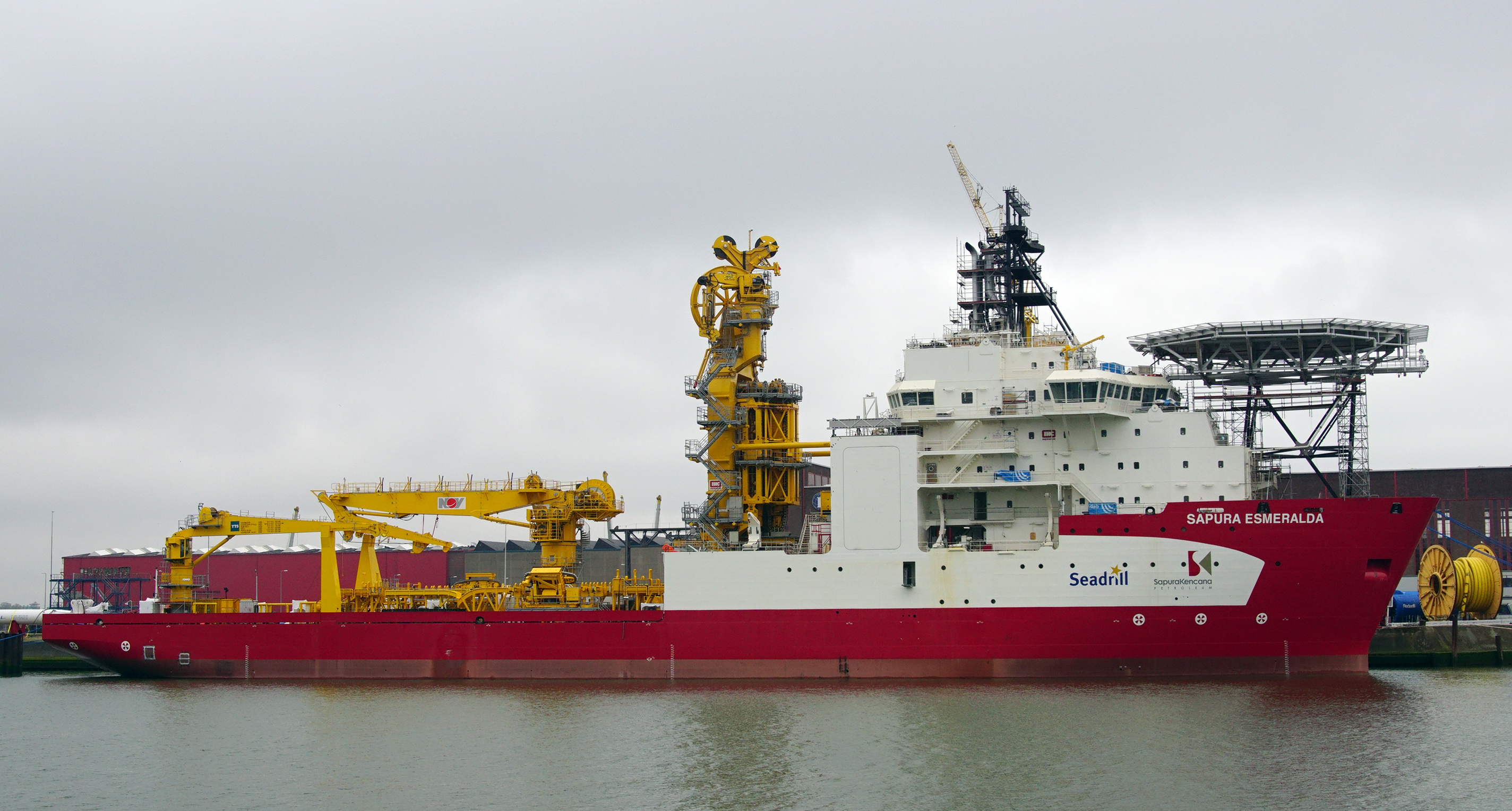
Sapura Esmeralda

### Articles externes
- Sapura Navegação Marítima S.A. - Site Linkedin